# Кеті Гарбі
Ке́ті Га́рбі (грец. Καίτη Γαρμπή; нар. 8 червня 1961, Егалео, Афіни) — грецька співачка, виконавиця сучасної лаїки, одна з найпопулярніших виконавців Греції середини 1990-х років.

## Біографія
Свої перші кроки як співачка здійснила разом із сестрою Ліаною, коли їй було 16 років, а сестрі 13 років. Свою першу пісню Кеті записала 1977 року — кавер-версію відомого хіта «Σαiν Τροπαί». Пісня стала хітом і в 1989 році вона записала свій перший альбом «Προβα». У 1990 і 1991 роках Кеті Гарбі випустила ще два альбоми «Γυαλιά Καρφιά» і «Ενταλμα συλλήψεως». У 1992 році вона записала свій четвертий альбом «Του φεγγαριου αναπνοες», дещо змінивши стиль, відтепер вона окрім поп-музики виконувала сучасну лаїку. Альбом став золотим у Греції.
У 1993 році Кеті Гарбі представляла свою батьківщину на Пісенний конкурс 38-му пісенному конкурсі Євробачення, посіла 9-е місце. того ж року вона випустила свій п'ятий альбом «Ως τον Παράδεισο», який включив також пісні молодого та невідомого раніше композитора Фівоса. Альбом здобув статус золотого в Греції. В 1994 році альбом «Αρχίζω πόλεμο» став платиновим, альбом 1996 року і «Ευαισθησίες» — двічі платиновим у 1997 році. 4 травня 1997 року Кеті Гарбі виходить заміж за грецького поп-виконавця Діонісіса Схінаса.
Напередодні Різдва 1998 року співачка випустила компіляцію «Χριστούγεννα με την Καίτη» (Різдво з Кеті), альбом отримав статус золотого, деякі його пісні Кеті виконувала із відомим грецьким тенором Константіносом Паліацарасом. У червні 1999 року Кеті випустила ще один альбом «Δώρο Θεού» з піснями композитора Георгіоса Теофануса. У квітні 2000 року Кеті випустила подвійний альбом «Το Κάτι», який містить 7 нових пісень Фівоса, а також 23 ремікси на пісні, написані Фівосом для альбомів Гарбі 1993, 1994, 1996 і 1997 років. Цей альбом став чотирикратно платиновим. Пісня «Το Κάτι» стала хітом року, а Кеті Гарбі проголошенп співачкою № 1 2000 року в Греції.
У грудні 2001 року Кеті із музичним продюсером Яннісом Дуламісом випускає подвійний альбом «Απλά Τα Πράγματα»: перший диск містив пісні на музику Нікоса Терзіса, дует Кеті з дуетом «Antique», у складі якого на той момент перебувала Єлена Папарізу. Останній диск Кеті Гарбі вийшов 2008 року і має назву «Καινούργια Εγώ». На 2010 рік запланово вихід нового альбому, назва якого поки що невідома.

## Дискографія
У складі «Αδελφές Γαρμπή» — (укр. Се́стри Гарбі)
- 1975 — Τρίξαμε Τα Δόντια

### Альбом
- 1989 — Πρόβα
- 1990 — Γυαλιά Καρφιά
- 1991 — Ένταλμα Συλλήψεως
- 1992 — Του Φεγγαριού Αναπνοές (χρυσός)
- 1993 — Ως τον Παράδεισο (πλατινένιος)
- 1994 — Ατόφιο Χρυσάφι (πλατινένιος)
- 1996 — Αρχίζω Πόλεμο (3x πλατινένιος)
- 1997 — Ευαισθησίες (3x πλατινένιος)
- 1998 — Χριστούγεννα με την Καίτη (χρυσός)
- 1999 — Δώρο Θεού (Χρυσό)
- 2000 — Το Κάτι (4x πλατινένιος)
- 2000 — Τι θέλουνε τα μάτια σου (πλατινένιος)
- 2001 — Απλά τα πράγατα (2x πλατινένιος)
- 2002 — Remix Plus (CD Single)
- 2002 — Μια καρδιά (2x πλατινένιος)
- 2003 — Έμμονες ιδέες (πλατινένιος)
- 2004 — Γαλάζιο και λευκό
- 2005 — Έχω στα μάτια ουρανό (χρυσός)
- 2006 — Πως αλλάζει ο καιρός (χρυσός)
- 2008 — Καινούρια Εγώ
- 2011 — Παζλ
- 2012 — Buona Vita
- 2013 — Περίεργες Μέρες
- 2017 — Σπάσε Τους Δείκτες

### Збірник альбомів
- 2002 — The Video Collection
- 2007 — 18 Χρόνια Live
- 2013 — Από Καρδιάς (Διπλό best of album)
- 2020 — 30 Χρόνια Καίτη Γαρμπή (Κατράκειο Θέατρο)

### Пісні
- 2015 — Να Μου Μιλάς Στον Ενικό
- 2015 — Ελεύθερη
- 2015 — Κοίτα Σ Αγαπάω
- 2015 — Την καρδιά σου ρώτα
- 2016 — Disko Partizani
- 2016 — Σαββατόβραδο
- 2016 — Αύριο
- 2019 — Ήλιος Δε Βγαίνει Αν Δεν Πεις Καλημέρα
- 2019 — Κορμιά Χαμένα
- 2020 — Σ' Όποιον Αρέσω
- 2021 — Άμα Φύγω
- 2023 — Ασφαλώς Και Μπορώ

### Дует
- 1992 — «Έρωτα Μου, Έρωτα Μου» (разом з Танос Калліріс)
- 1994 — «Στιγμές» (разом з Костас Турнас)
- 1995 — «Ζήσαμε» (разом з Діонісіс Схінас)
- 1997 — «'Η πατρίδα μου» (разом з Антоніс Вардіс)
- 1997 — «Ασυμφωνία Χαρακτήρων» (разом з Антоніс Ремос)
- 2000 — «Καλύτερα οι δυο μας» (разом з Анна Віссі)
- 2000 — «Επιτέλους» (разом з Наташа Теодоріду)
- 2001 — «Τι Θέλουνε Τα Μάτια Σου» (разом з Exis)
- 2003 — «Θα μείνει μεταξύ μας» (разом з Йоргос Цалікіс)
- 2003 — «Πόσο θα 'θέλα» (разом з Янніс Вардіс)
- 2003 — «Άδικο και κρίμα» (разом з Antique)
- 2003 — «Εμείς» (разом з Толіс Воскопулос)
- 2005 — «Spaciba Baby» (разом з Хрістос Дантіс)
- 2006 — «Ισόβιος Δεσμός» (разом з Стафіс Рафтопулос)
- 2007 — «Τούλι για το Χριστούλη» (разом з Константінос Паліацарас)
- 2008 — «Καινούρια εγώ» (разом з Тирио)
- 2012 — «Buona Vita» (разом з Орнелла Ваноні)
- 2013 — «Δείξε Μου» (разом з Йоргос Пападопулос)
- 2013 — «Ιεροσυλία» (разом з Rec, Нікіфорос) — (MAD VMA 2013 by Vodafone)
- 2014 — «Να σε ζηλεύουν πιο καλά» (разом з Йоргос Цалікіс)
- 2015 — «Φουντώνω Και Λυγίζω» (разом з Костас Карафотіс)
- 2015 — «Κοίτα Σ' Αγαπάω» (разом з Бурак Кут)
- 2017 — «Ούτε Λέξη» (разом з Васіліс Каррас)
- 2017 — «Ζηλιάρης Ουράνος» (разом з Еврідікі)
- 2019 — «Θα μελαγχολήσω» (разом з Alcatrash)
- 2020 — «Κιβωτός» (разом з Антоніс Ремос) (2020 Version)
- 2021 — «Ατόφιο Χρυσάφι» (разом з Діонісіс Схінас)